# ستيف باستين
ستيف باستين (13 مارس 1963 في المملكة المتحدة - ) (بالإنجليزية: Steve Bastien)‏ هو لاعب كريكت بريطاني. لعب مع نادي مقاطعة غلاموركن للكريكت ‏.

## وصلات خارجية
- ستيف باستين على موقع إي آس بي آن كريك إنفو (الإنجليزية)